# Nanda Devi
Die Nanda Devi ist nach dem Kangchendzönga (Sikkim) der zweithöchste indische Berg und der höchste, der sich komplett auf indischem Territorium befindet. Sein Name bedeutet „Göttin der Freude“. Neben dem 7816 m hohen Hauptgipfel gibt es noch den 7434 m hohen Ostgipfel Sunanda Devi.
Der Berg selbst ist schwer zugänglich, da er innerhalb eines Rings von Sechstausendern liegt. Der Innenbereich dieses Rings wird auch Nanda Devi Sanctuary genannt. Erst 1934 gelang es Eric Shipton und William Tilman einen Zugang durch die Rishi-Ganga-Schlucht zu finden, welche den Ring auf dessen Westseite durchschneidet.

## Besteigungsgeschichte
Als der Berg am 29. August 1936 durch eine britisch-US-amerikanische Expedition über den Südgrat erstmals bestiegen wurde, war er der höchste bestiegene Gipfel bis zur Erstbesteigung der Annapurna (8091 m) im Jahr 1950.
Im Herbst 1965 versuchten Agenten des US-Geheimdienstes CIA und des indischen Central Bureau of Investigation, als Teil der Operation HAT, auf dem Gipfel Geräte zur Ausforschung chinesischer Nuklearaktivitäten in Tibet zu installieren. Wegen schlechten Wetters mussten sie den Aufstieg abbrechen, ließen jedoch eine Radionuklidbatterie, die mit zwei Pfund Plutonium 238 als Brennstoff bestückt war, etwa 600 Höhenmeter unterhalb des Gipfels zurück. Beim Wiederaufstieg im folgenden Frühjahr war der Behälter von einem Bergsturz weggerissen worden und lag – eventuell beschädigt – im Hauptquellgebiet des für 500 Millionen Hindus heiligen Ganges, der zudem einen Großteil der indischen Wasserversorgung bereitstellt. Trotz umfangreicher Suche konnten die Geräte nicht gefunden werden. Stattdessen wurde die Station 1967 auf dem benachbarten Nanda Kot installiert. Die Gefahr einer Plutonium-Freisetzung wird von der indischen Regierung als nur gering eingeschätzt, so dass keine weiteren Anstrengungen zur Bergung unternommen wurden. Das betroffene Gebiet wurde von 1968 bis 1974 geschlossen.
Bei einem Besteigungsversuch kam 1976 Willi Unsoelds Tochter Nanda Devi Unsoeld (* 1954) ums Leben.

## Naturschutz
1982 wurde das Naturschutzgebiet um die Nanda Devi in einen Nationalpark umgewandelt. Seitdem ist die Besteigung der Nanda Devi aus Umweltschutzgründen untersagt. Der Nanda-Devi-Nationalpark wurde 1988 in die Liste des UNESCO-Weltnaturerbes aufgenommen.